# Samuel Ramos Flores
Héctor Araiza Arteche (Mexicali, Baja California, 13 de abril de 1958). Es un Contador Público convertido a político mexicano, exmiembro del Partido Nueva Alianza, fue alcalde de Mexicali, Baja California.
Samuel Ramos Flores es Contador Público egresado de la Universidad de Sonora. Inicialmente de se desempeñó profesionalmente en varias empresas como el periódico La Voz de la Frontera, la Cervecería Corona y el banco BANAMEX. Así mismo ha ocupado puestos directivos en el área del fomento al deporte en el municipio de Mexicali.
Miembro del PRI desde 1976, ha sido miembro de la Confederación Nacional de Organizaciones Populares de la que fue secretario General en Baja California de 1997 a 2000, y en 2004 fue seleccionado Presidente Municipal de Mexicali para el periodo que concluye en 2007, después de que su partido llevara la contienda a los tribunales.
Tiene el reconocimiento por parte de la comunidad, de que durante su administración no se dio protección a carteles de la droga.
En el año 2008 asume como presidente estatal del PRI cargo que dejaría más tarde para buscar la candidatura a diputado federal por el distrito 01, bajo las siglas de su partido, en las elecciones de julio de 2009 en las que fue vencido por el candidato del PAN.
El 23 de abril del 2019 el Partido Revolucionario Institucional expulsó a Samuel debido a que publicó su apoyo al candidato a Gobernador Jaime Bonilla Valdez por la coalición Juntos haremos historia en Baja California (MORENA-PT-PVEM-Transformemos) en vez de apoyar a Enrique Acosta Fregoso del PRI.